# Халберщат
Халберщат (на немски: Halberstadt, Halwerstidde) е окръжен град в Саксония-Анхалт на 20 км от планината Харц в Германия с 40 323 жители (към 31 декември 2013).
През 804 г. Карл Велики прави селището епископско седалище.

## Известни личности
Родени в Халберщат
- Александер Клуге, писател

Починали в Халберщат
- Едуард Наудашер (1872 – 1945), предприемач